# Дом Я. Л. Семёнова — первого старосты города Владивостока
Дом Я. Л. Семёнова — жилой особняк во Владивостоке, принадлежавший первому гражданскому жителю и первому старосте города Якову Лазаревичу Семёнову. Историческое здание по адресу Светланская улица, 46 сегодня является объектом культурного наследия Российской Федерации.

## История
Дом построен в 1900—1903 годах по проекту архитектора И. В. Мешкова. Принадлежал Я. Л. Семёнову (1831—1913), первому гражданскому жителю Владивостока, предпринимателю, известном общественному деятелю и первому почётному гражданину города. Семёнов прожил в особняке последние десять лет своей жизни. В советское время в здании располагались учреждения.

## Архитектура
Особняк трёхэтажный, прямоугольный в плане, из кирпича. Фасады штукатурены и декорированы по мотивам русского классицизма первой половины XIX века. Композиция парадного фасада исполнена на основе классицистической осевой схемы: центральная часть как ризалит и сильно выделена колоннадой ионического ордера на уровне двух верхних этажей, нижний этаж трактован как ордерный цоколь. Верх стен разрешён развитым антаблементом с лепниной, над парадным входом устроен широкий балкон с балюстрадой.